# Giungano
Giungano es una localidad y comune italiana de la provincia de Salerno, región de Campania, con 1.253 habitantes.

## Evolución demográfica
| Gráfica de evolución demográfica de Giungano entre 1861 y 2001 |
|                                                                |
| Fuente ISTAT - elaboración gráfica de Wikipedia                |